# بیچیکتو-بوم
بیچیکتو-بوم (به لاتین: Bichiktu-Boom) یک منطقهٔ مسکونی در روسیه است که در جمهوری آلتای واقع شده‌است.